# Komitet Białoruski (Białystok)
Komitet Białoruski (biał. Беларускі камiтэт) – kolaboracyjna organizacja białoruska podczas II wojny światowej.
Komitet został utworzony latem 1941 roku w okupowanym Białymstoku. Na jego czele stanęli Chwiedar Iljaszewicz, Czesław Chaniawka i Władysław Tomaszczyk. W terenie powstały oddziały Komitetu. Do zadań organizacji należały pomoc dla ludności białoruskiej, rozbudzanie białoruskiej świadomości narodowej, działalność oświatowo-kulturalna. Przy Komitecie istniał chór białoruski. Wydawano tygodnik "Nowa Droga" i kalendarze białoruskie. Na Białostocczyźnie powstała sieć białoruskich szkół podstawowych. Od połowy 1943 roku działało Białoruskie Zjednoczenie Narodowo-Demokratyczne, które objęło polityczną zwierzchność nad Komitetem. Działalność Komitetu zakończyła się latem 1944 roku.